# Ernst Rudorff

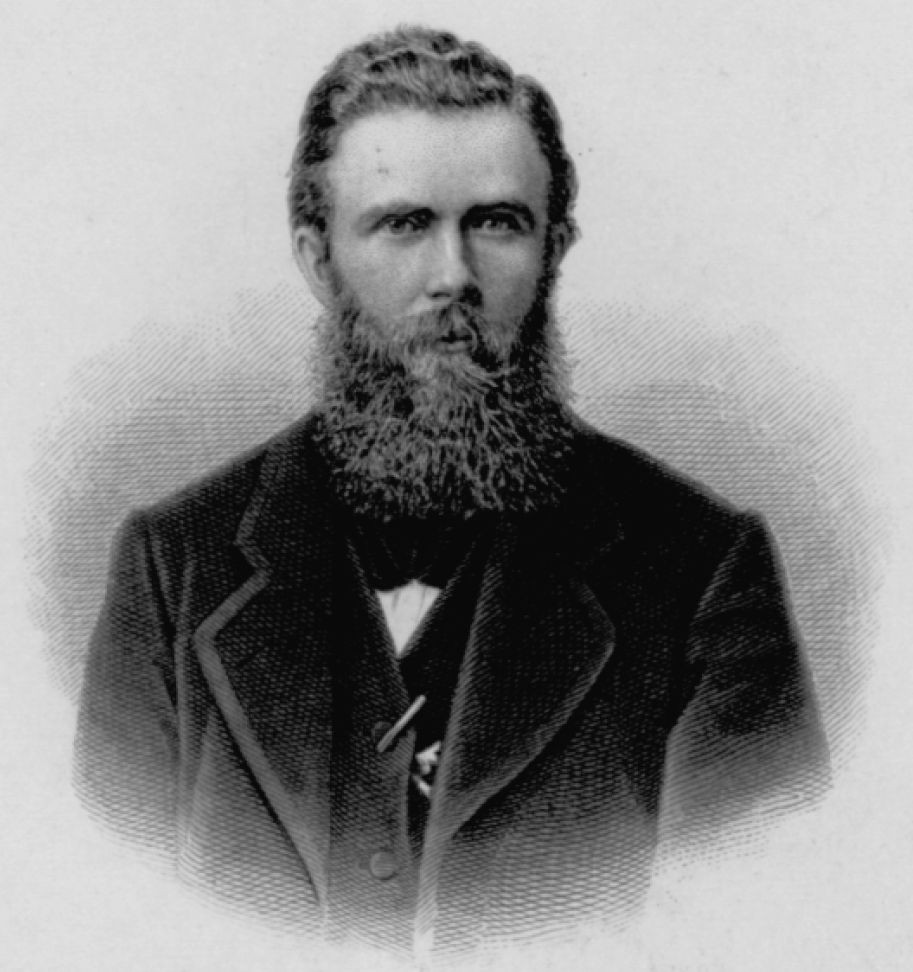
August Weger: Ernst Rudorff (vor 1892)

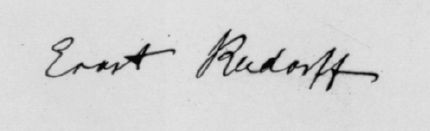
Unterschrift

Ernst Friedrich Karl Rudorff (geboren 18. Januar 1840 in Berlin; gestorben 31. Dezember 1916 in Lichterfelde bei Berlin) war ein deutscher Komponist, Musikpädagoge und Naturschützer.

## Leben und Wirken
Ernst Rudorff war ein Kind aus der Ehe des Juraprofessors Adolf August Friedrich Rudorff (1803–1873) mit Friederike Dorothea Elisabeth Rudorff, geb. Pistor (1808–1887), genannt Betty. Seine Mutter war als junges Mädchen aktives Mitglied der Berliner Singakademie und ein Jugendschwarm von Felix Mendelssohn Bartholdy, der ihr das selbstverfasste und -vertonte Lied Ist es wahr? widmete. Ersten Klavierunterricht erhielt Ernst Rudorff von seiner Patentante Marie Lichtenstein (1817–1890), einer Tochter von Martin Hinrich Lichtenstein und Freundin von Clara Schumann.

### Musik
Rudorff war von 1852 bis 1857 Schüler von Woldemar Bargiel und erhielt auf dessen Vermittlung einige Klavierstunden bei Clara Schumann, mit der ihn seitdem eine lebenslange Freundschaft verband. Ab 1859 studierte er am Leipziger Konservatorium, wo er Schüler von Ignaz Moscheles, Louis Plaidy und Julius Rietz war. Außerdem erhielt er Unterricht von Moritz Hauptmann und Carl Reinecke. 1865 wurde er Lehrer für Klavier am Kölner Konservatorium, wo er 1867 den Bach-Verein Köln gründete.
Im Herbst 1869 wurde er Professor für Klavier und Orgel an der Königlichen Hochschule für Musik in Berlin-Charlottenburg, wo er bis zu seiner Pensionierung 1910 tätig war. Daneben leitete er von 1880 bis 1890 als Nachfolger von Max Bruch den Stern’schen Gesangverein und dirigierte am 5. Mai 1882 das erste Konzert des neugegründeten Berliner Philharmonischen Orchesters, den späteren Berliner Philharmonikern.
Im November 1871 erwarb er in Lichterfelde bei Berlin eine von dem Architekten Johannes Otzen erbaute Villa in der Wilhelmstraße 26 (heute Königsberger Straße 26), wo er bis zu seinem Tod lebte. Das Haus diente der Familie Rudorff als Wohnsitz bis zur Zerstörung im Jahr 1943.
Rudorffs kompositorisches Werk ist der Musik der Romantik verpflichtet und zeigt u. a. den Einfluss Robert Schumanns. Er wird dem Kreis der sogenannten „Berliner Akademiker“ zugerechnet, zu dem unter anderen auch Friedrich Kiel, Max Bruch und Heinrich von Herzogenberg gehörten.
Er war Herausgeber von Carl Maria von Webers Euryanthe, der Klavierkonzerte und Klaviersonaten von Wolfgang Amadeus Mozart und der Briefe Webers an Hinrich Lichtenstein.

### Naturschutz
Ernst Rudorff wuchs in Berlin auf, wo er auch den Großteil seines Lebens verbrachte. Regelmäßig zog er sich aus dem Stadtleben in das elterliche Anwesen Knabenburg in Lauenstein am Ith, einem Dorf im Weser-Leine-Bergland in Niedersachsen, zurück. Dort erwarb er die Ruine der Burg Lauenstein mit dem Burgberg, auf dem ein Bierlokal errichtet werden sollte, um sie zu bewahren und allgemein zugänglich zu halten.

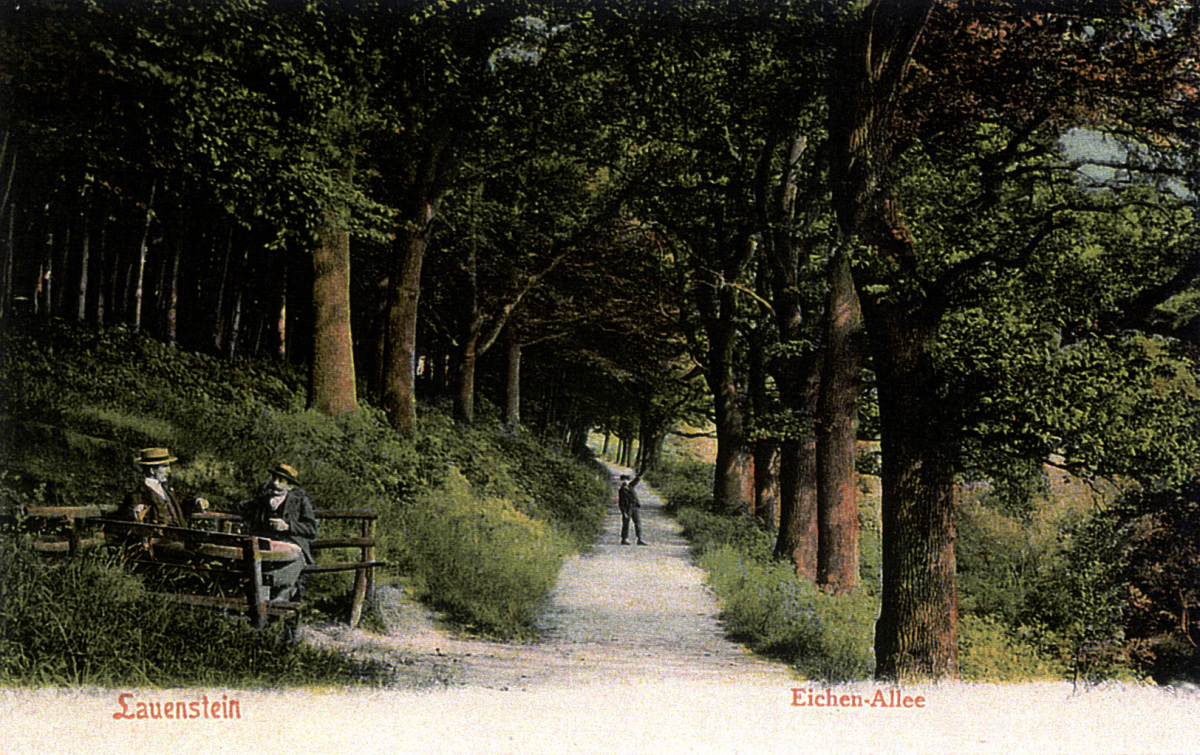
Die von Rudorff vor der Abholzung gerettete Eichen-Allee hinter der Knabenburg im Weserbergland;
kolorierte Ansichtskarte um 1900

Rudorff erlebte den Einbruch der „neuen Zeit“ in sein Jugendidyll; Verkoppelung und Gemeinschaftsteilung in der Dorfmark betrafen auch das elterliche Gut. Er rettete in Lauenstein alte Eichen an einem Fußweg, verhinderte, dass in einem Wiesental Koppeln eingerichtet wurden und schuf dort Waldränder, Hecken, Galeriewälder entlang des Baches. Dadurch erreichte er, dass artenreiche Wiesengründe entstanden. Er setzte in dem schon umgebrochenen Land durch, dass Bäume und Hecken gepflanzt wurden.
Aus dem Siebengebirge brachte er Landschaftseindrücke mit in seine brandenburgische Heimat. Um 1886 forderte er in einer Eingabe die Schonung landschaftlicher Eigentümlichkeiten und in seinen Tagebüchern finden sich damals Gedanken über die Gründung eines „Vereins zum Schutze der Natur“. Viele prägende Landschaftselemente in und um Lauenstein würden ohne sein Wirken heute nicht mehr existieren.
1897 prägte Rudorff das Wort „Heimatschutz“ in einer ausführlichen Darstellung seiner Gedanken und Forderungen. Zusammen mit den beiden Artikeln im Grenzboten war dies der Anlass zur Gründung des Deutschen Bundes Heimatschutz am 30. März 1904. Hierbei war Rudorff dagegen, dass auch Deutsche jüdischen Glaubens und Frauen den Gründungsaufruf unterzeichneten. Auch in seinen Schriften bediente er sich völkischer Argumente. Mit seiner Vorstellung von Naturschutz als „Heimatschutz“ wollte er den ihm verhassten „Materialismus“ und die „Ideen der roten Internationale“ bekämpfen.
In seiner Wahlheimat Lauenstein ist die Rudorff-Straße nach ihm benannt; 2006 wurde der „Ernst-Rudorff-Wanderweg“ eingeweiht; bis 2016 gab es im Ort eine „Ernst-Rudorff-Schule“; im Lauensteiner Bürgergarten gibt es einen Gedenkstein und auf dem Friedhof an der St. Annen-Kapelle befindet sich eine Gedenkstätte für ihn und seine Familie.

## Familie
Ernst Rudorff heiratete 1876 Gertrud Charlotte Marie Rietschel (1853–1937), eine Tochter des Bildhauers Ernst Rietschel. Aus der Ehe hatte er drei Kinder: Hermann, Elisabeth und Melusine.

### Hermann Rudorff
Hermann Rudorff (* 2. Dezember 1877 in Lichterfelde bei Berlin; † 1. Februar 1916 ebenda) studierte Jura und promovierte; zeitweilig war er Mitglied des Vorstands des Bundes Heimatschutz und ehrenamtlicher Mitarbeiter in der Staatlichen Stelle für Naturdenkmalpflege in Preußen unter Hugo Conwentz. Als er 1916 im Alter von nur 39 Jahren nach längerer Krankheit starb, war er Regierungsrat im Berliner Polizeipräsidium, seine Aufgaben in der Staatlichen Stelle für Naturdenkmalpflege übernahm Benno Wolf. Ernst Rudorff hoffte, dass sein Sohn sich weiter um den Heimat- und Naturschutz kümmern würde und war sehr betroffen, als er so jung starb.

### Elisabeth Rudorff
Elisabeth Rudorff (* 13. Mai 1879 in Lichterfelde bei Berlin; † 27. Mai 1963 in Hameln) durchlief den üblichen Bildungsweg für Mädchen. Nach dem frühen Tod des Bruders und dem Tod des Vaters im selben Jahr fühlte sich die 37-jährige, unverheiratete Elisabeth verpflichtet, das Werk ihres Vaters fortzusetzen. Schon zu seinen Lebzeiten arbeitete sie als seine Sekretärin und kannte so auch seine Kontakte. Im Volksbund Naturschutz war sie 1922 Gründungsmitglied, ab 1930 in der Bundesleitung aktiv und nahm an überregionalen Naturschutztagen teil. Im Sinne ihres Vaters „unterstützt sie die Forderung nach einem Naturschutzgesetz, das neben dem Erhalt von Arten und Lebensgemeinschaften auch den Schutz landschaftlicher Schönheit und Eigenart umfasst.“
1938 gab sie die Autobiographie ihres Vaters heraus – allerdings ohne solche Passagen, in denen jüdische Persönlichkeiten erwähnt wurden. Als das Wohnhaus der Rudorffs in Berlin-Lichterfelde 1943 in einem Bombenangriff zerstört wurde, zog Elisabeth dauerhaft nach Lauenstein. Weil ihr das Geld zum weiteren Ankauf von schutzwürdigen Objekten fehlte, engagierte sie sich durch Veröffentlichungen, Eingaben und Anträge an zuständige Personen und Behörden und mobilisiert Vereine und Einzelpersonen zur Unterstützung ihrer Anliegen.
Im Heimat- und Verkehrsverein Lauenstein war sie bis ins hohe Alter im Vorstand aktiv. 1948 stellte sie einen Antrag, in dem viele natürliche Flächen in Lauenstein und im Ith unter Naturschutz gestellt werden sollten. Erst 60 Jahre später wurde der Ith zum Naturschutzgebiet erklärt.

### Melusine Schulze-Rudorff
Melusine Rudorff (1881–1959) heiratete 1920 den Kaufmann und ehemaligen Kolonialbeamten Ernst Schulze (1877–?), Sohn des Berliner Musikprofessors Johannes Schulze und Patensohn ihres Vaters. Beide trugen später den Nachnamen Schulze-Rudorff. 1926 wurde ihr Sohn Hermann Schulze-Rudorff geboren, der schon im Alter von 6 Jahren starb (1932). Die Familie wohnte in Bielefeld.

## Werke

### Schriften

#### Schriften zum Naturschutz
- Ueber das Verhältniss des modernen Lebens zur Natur. Berlin 1880. In: Preußische Jahrbücher. Band  45, Heft 3, S. 261–276.[22]
- Der Schutz der landschaftlichen Natur und der geschichtlichen Denkmäler Deutschlands. Vortrag, gehalten zu Berlin im Allgemeinen Deutschen Verein am 30. März 1892. Berlin 1892.
- Heimatschutz. 1897 (Neudruck: Reichl, St. Goar 1994, ISBN 3-87667-139-6)

#### Lebenserinnerungen
- Aus den Tagen der Romantik. Bildnis einer deutschen Familie, hrsg. von Elisabeth Rudorff, Leipzig 1938 (stark gekürzte Ausgabe in einem Band) – Vollständige Ausgabe in 3 Bänden, hrsg. von Katja Schmidt-Wistoff: Campus, Frankfurt a. M. 2006, ISBN 978-3-593-38162-6

#### Briefe
- Johannes Brahms im Briefwechsel mit Karl Reinthaler, Max Bruch, Hermann Deiters, Friedrich Heimsoeth, Carl Reinecke, Ernst Rudorff, Bernhard und Luise Scholz (= Johannes Brahms. Briefwechsel, Band 3). Hrsg. von Wilhelm Altmann. Berlin 1908 (erweiterte Ausgabe 1912).
- Briefe von und an Joseph Joachim, hrsg. von Johannes Joachim und Andreas Moser. 3 Bände. Berlin 1911–1913. (Briefwechsel mit Rudorff in Band 2 und 3)

#### Herausgeberschaft
- Carl Maria von Weber, Briefe an Hinrich Lichtenstein, hrsg. von Ernst Rudorff, Braunschweig 1900
- Moritz Hauptmann, Aufgaben für einfachen und doppelten Contrapunkt von Moritz Hauptmann. Zum Gebrauch beim Unterricht aus Studienheften seiner Schüler zusammengestellt von Ernst Rudorff, Leipzig 1870.

### Kompositorisches Werk
(Verzeichnis der Werke von Ernst Rudorff, zusammengestellt von Stephanie Twiehaus. In: Aus den Tagen der Romantik. Band 3. Frankfurt / New York 2006, S. 336–345.)

#### Orchesterwerke
- Romanze für Violoncello und Orchester op. 7
- Ouvertüre zu Ludwig Tiecks Märchen Der blonde Eckbert op. 8
- Ouvertüre zu Otto der Schütz op. 12
- Ballade (Introduction, Scherzo und Finale) op. 15
- Serenade Nr. 1 A-Dur op. 20
- Serenade Nr. 2 G-Dur op. 21
- Variationen über ein eigenes Thema d-Moll op. 24
- Symphonie Nr. 1 B-Dur op. 31
- Symphonie Nr. 2 g-Moll op. 40
- Romanze für Violine und Orchester op. 41
- Romantische Ouvertüre op. 45
- Symphonie Nr. 3 h-Moll op. 50
- Intermezzo in Form von Variationen E-Dur op. 59 (nach Variationen für zwei Klaviere op. 1, unveröffentlicht)

#### Kammermusik
- Streichsextett für drei Violinen, Viola und zwei Violoncelli A-Dur op. 5 (1865)

#### Klaviermusik
- Variationen E-Dur für zwei Klaviere op. 1, gewidmet „Frau Dr. Clara Schumann in innigster Verehrung“ (1863)
- Sechs vierhändige Klavierstücke op. 4
- Acht Fantasiestücke op. 10
- Fantasie in drei Sätzen op. 14, "Herrn Johannes Brahms in Verehrung zugeeignet"
- Zwei Konzertetüden op. 29
- 18 Kinderwalzer für Klavier zu vier Händen op. 38
- Drei Romanzen op. 48
- Capriccio Appassionato op. 49
- Impromptu op. 51
- Sechs Klavierstücke op. 52
- Vier vierhändige Klavierstücke op. 54
- Variazioni Capricciose op. 55
- Zwei Balladen op. 56 (unveröffentlicht)

#### Chormusik
- Vier Lieder für gemischten Chor op. 6
- Sechs Lieder für drei- und vierstimmigen Frauenchor op. 9
- Vier Lieder für gemischten Chor op. 11
- Vier Lieder für gemischten Chor op. 13
- Der Aufzug der Romanze. Eine Frühlingsfeier für Soli, Chor und Orchester op. 18 (nach Ludwig Tieck)
- Zwei Gesänge für Sopran, Alt, Frauenchor und Orchester op. 19
- Sechs Lieder für Frauenchor op. 22
- Sechs Lieder für Frauenchor op. 23
- Vier Lieder für sechsstimmigen Chor op. 25
- Gesang an die Sterne für sechsstimmigen Chor und Orchester op. 26 (nach Friedrich Rückert)
- Sechs Lieder für vierstimmigen Chor op. 27
- Vier Lieder für gemischten Chor op. 30
- Vier Lieder für gemischten Chor op. 36 (An den Mond; An der Bergeshalde; Es pirscht ein Jäger; Frühlingsnetz)
- Herbstlied für sechsstimmigen Chor und Orchester op. 43 (nach Klaus Groth)
- Lieder für gemischten Chor op. 53 (unveröffentlicht)
- Ave Maria am Rhein für Sopran, Frauenchor und Orchester op. 58 (nach Emanuel Geibel, unveröffentlicht)
- Zehn Lieder für drei- und vierstimmigen Frauenchor und Klavier op. 60 (Bearbeitungen eigener A-cappella-Chöre, unveröffentlicht)

#### Werke für Gesang und Klavier
- Sechs Lieder op. 2
- Sechs Gedichte von Joseph von Eichendorff op. 3
- Vier Lieder op. 16
- Vier Lieder op. 17
- Drei Gedichte op. 28
- Drei Lieder op. 32
- Vier Lieder op. 33
- Drei Duette für zwei Frauenstimmen und Klavier op. 34
- Drei Duette für zwei Frauenstimmen und Klavier op. 35
- Fünf Lieder von Heinrich Hoffmann von Fallersleben op. 37
- Acht Toskanische Lieder von Ferdinand Gregorovius op. 39
- Drei Lieder von Robert Reinick op. 42
- Drei Lieder op. 44
- Drei Lieder op. 46
- Vier Lieder op. 47
- Vier Lieder op. 57 (unveröffentlicht)

#### Bearbeitungen
- Franz Schubert: Fantasie f-Moll für zwei Klaviere D 940, Bearbeitung für Orchester
- Robert Schumann: Gartenmelodie op. 85/3 und Am Springbrunnen op. 85/9 für Klavier zu vier Händen, Bearbeitung für Violine und Orchester bzw. Klavier

## Sammlung Rudorff
Von seinem Großvater mütterlicherseits, Carl Philipp Heinrich Pistor, erbte Rudorff eine bedeutende Sammlung von Musik-Autografen, die dieser von Felix Mendelssohn Bartholdy hatte ordnen lassen. Rudorff vergrößerte diese Sammlung noch. 1917 wurde sie von der Musikbibliothek Peters in Leipzig erworben und kam mit dieser zur Musikbibliothek innerhalb der Stadtbibliothek Leipzig. Zu ihren bedeutenden Unikaten zählen sieben Johann Sebastian Bach zugewiesene Choralvorspiele, die erst 1985 von Franz Haselböck veröffentlicht wurden.

## Korrespondenz Rudorff
Der Briefwechsel Rudorffs mit Clara Schumann und Johannes Brahms gelangte in den Besitz der Sächsischen Landesbibliothek Dresden (SLUB) und ist komplett digitalisiert verfügbar:
- Briefe von Clara Schumann an Ernst Rudorff (mit Volltext). Sächsische Landesbibliothek – Staats- und Universitätsbibliothek Dresden (SLUB), abgerufen am 4. Juli 2021.
- Briefe von Ernst Rudorff an Clara Schumann (mit Volltext). Sächsische Landesbibliothek – Staats- und Universitätsbibliothek Dresden (SLUB), abgerufen am 4. Juli 2021.
- Briefe von Johannes Brahms an Ernst Rudorff. Sächsische Landesbibliothek – Staats- und Universitätsbibliothek Dresden (SLUB), abgerufen am 4. Juli 2021.
- Briefe von Ernst Rudorff an Johannes Brahms. Sächsische Landesbibliothek – Staats- und Universitätsbibliothek Dresden (SLUB), abgerufen am 4. Juli 2021.